# Tall Hujayrat Al-Ghuzlan
Tall Hujayrat al Ghuzlan (arabsko تل حجيرة الغزلان Tall Hudschairat al-Ghuzlan, DMG Tall Ḥuǧairat al-Ġuzlān, približno 'vas Gazel') v Wadi Araba je arheološko najdišče na jugu Jordanije blizu Akabe. V halkolitiku (iz 4. tisočletja pred našim štetjem) so tam predelovali baker iz 30 kilometrov oddaljenega nahajališča rude Timna. Vas je bila po današnjih standardih industrijsko mesto bakrene dobe.

## Lega
Tall Hujayrat al-Ghuzlan leži približno pet kilometrov od Rdečega morja v aluvialnem stožcu Wadi al-Yitim, ki vodi iz zahodnih jordanskih gora zahodno v Arabah. Severozahodno obrobje Akabe se je že razširilo na to območje. V okviru razvoja gradbenih območij je projekt raziskovanja Tella postal nujen in mogoč.

## Raziskave
Projekt ASEYM (Arheološka raziskava in izkopi na območju Yitim in Magasa) se je začel v bližnjem Tall al-Magass in se nadaljuje od leta 1998 kot skupni projekt med Oddelkom za arheologijo Univerze v Jordaniji in Nemškim arheološkim inštitutom. V projektu sodelujejo tudi oddelek za starine Jordanije (DoA) in Arheološki muzej v Akabi, kjer je razstavljen tudi del najdb.
V bližini Tella so objekti za upravljanje z vodo, kot so jezovi in kanali, ki so bili ustvarjeni za zaščito pred bliskovitimi poplavami v zimskem deževju ali za namakanje polj. Da bi razjasnil njihovo funkcijo in oskrbo z vodo Tella, je Matthias Grottker z Univerze uporabnih znanosti Lübeck izvedel dvoletni projekt. 
Z datiranjem prek optično stimulirane luminescence skalnih površin objektov za upravljanje z vodami, ki poteka v okviru projekta ASEYM v laboratoriju za luminescence Geografskega inštituta Univerze v Heidelbergu, je natančna časovna klasifikacija razjasnjena.
Delo na Tall Hujayrat al Ghuzlan je od leta 2002 do 2011 podprla Nemška raziskovalna fundacija. 
V okviru raziskave so bile poleg obeh Tellov dokumentirane številne najdbe iz različnih obdobij. 

## Izkopavanja
Izkopavanje na Tellu je imelo za posledico majhno stavbno zgradbo z veliko sobami. Stene so bile visoke do 4 metre, na njih je mogoče videti ostanke stropov. Ostanki lesenih stropnih tramov z več kot 400 letnimi obroči so dragocena podlaga za gradnjo dendrokronologije južnega Levanta.  Na zahodu, jugu in vzhodu so odkrili več stenskih lupin.
Več majhnih sob v obliki jaškov se kažejo kot silosi za žito. Vsak bi lahko hranil približno pet kubičnih metrov zrnja. S hermetičnim tesnjenjem se v tako napolnjenem silosu zelo hitro porabi le majhna količina kisika, ki jo mikrobni procesi porabijo. Možnosti za preživetje škodljivcev niso več podani in zrnje se lahko shrani za dolgo časa brez izgub. Tako lahko v naselju shranijo letne potrebe za nekaj sto ljudi .
Na zahodu od Tella so na ometanih stenah našli grafične okraske, vtisnjene v mehko glino s konicami prstov. Figure predstavljajo stilizirane ljudi in živali, večinoma kozoroge, tudi v polnilnem materialu prostorov so bili najdeni številni rogovi koz in gazel, katerih pomen kot 'lovska trofeja' ni videti izčrpan.
Med najdbami je bilo nekaj popolnih in mnogo razbitih kalupov, na katerih je bilo mogoče odkriti bakrene ostanke. Najdbe zaklada iz bakrenih predmetov in velike količine žlindre dokazujejo tudi industrijsko predelavo bakra in bakrene rude. Obstajata dve vrsti oblik: ovalna z vdolbino dna, ki daje ukrivljene palice in ravne pravokotne velikosti približno 8 × 11 palcev. Obe obliki sta dajali ingote približno 800 gramov bakra .
Mogoče je, da so v Hujayrat al Ghuzlan ingote za izvoz predelali iz bakra iz Timna ali Feinana. Vsekakor so bile palice, ki ustrezajo najdenim oblikam, najdene v Spodnjem Egiptu. Egipt, ki ni imel lastnih virov,  te zamenjal z luksuznimi predmeti, kar priča fragment kamnite vaze v Hujayratu.
V zgodnji bronasti dobi, okoli leta 3000 pr. n. št.., je bila proizvodnja in naselje po potresu verjetno opuščeno.

## Sistem upravljanja z vodo
Rezervoarji ali cisterne niso opazne v bližini mreže. Na območju je veliko jezov in požiralnikov, ki so bili uporabljeni za kanalizacijo vode. Ker so na jezovih odkrili več sledi sintranja, je mogoče domnevati, da so jih prekrivale apnenčaste podzemne vode. Univerza uporabnih znanosti v Lübecku je opravila geoelektrične preiskave in odkrila vodonosnike, ki se vijejo pod Wadi al-Yitima in so med naseljevanjem Tella v bližini služili kot izviri ali jih je bilo mogoče doseči v bližini površine skozi vodnjake. Vodna postelja je zadoščala za oskrbo prebivalstva s pitno vodo in namakanje njiv. Preko jaškov naj bi se voda spodbujala in tekla med jezovi na njivah, ki so bile  na več terasah južno od Tella.

## Razstava
V Arheološkem muzeju v Akabi je prostor namenjen izkopom in najdbam Tell Hujayrata al-Ghuzlana. Poleg preproste uporabne keramike obstajajo skrbno izdelan nakit, kot so zapestnice in biseri iz morskih polžev in kosti ali lupin. Bakreni lončki in livarski kalupi za proizvodnjo ingotov ter izdelki iz bakrene rude in žlindre iz pridobivanja in predelave bakra. Replika prikazuje odsek figurativno okrašene glinene stene s kozorogi.